# Radical Optimism
Albums de Dua Lipa
Future Nostalgia
(2020)
Singles
1. Houdini
Sortie : 9 novembre 2023
2. Training Season
Sortie : 15 février 2024
3. Illusion
Sortie : 11 avril 2024
4. These Walls
Sortie : 8 novembre 2024

Radical Optimism est le troisième album studio de la chanteuse britannico-albanaise Dua Lipa, paru le 3 mai 2024 sous le label Warner Records. Il est publié quatre ans après la publication de son précédent opus Future Nostalgia, sorti en 2020. Quatre singles en sont extraits : Houdini, Training Season, Illusion et These Walls. Radical Optimism fait l’objet d'un long travail d'écriture de la part de Dua Lipa durant la pandémie de Covid-19, qui rédige une centaine de chansons et en sélectionne onze pour figurer sur l'album. Après avoir engagé son père comme manageur, elle rencontre le musicien multi-instrumentiste du groupe Tame Impala, Kevin Parker, chargé de sa composition. La chanteuse s'entoure également de sa partenaire de longue date Caroline Ailin, du musicien Tobias Jesso Jr., et des producteurs Danny L Harle et Ian Kirkpatrick.
Radical Optimism est enregistré sur une année entre juillet 2022 et juillet 2023, principalement dans les Studios 5dB de Londres et à Los Angeles. Il se caractérise par une évolution de la musique de Dua Lipa, associant des influences de dance-pop et de disco, omni-présentes sur l'album Future Nostalgia, à la musique psychédélique composée principalement par Kevin Parker. Dua Lipa déclare également avoir été inspirée par la britpop des années 1990, avec des groupes comme Primal Scream, Massive Attack, Oasis et Blur . Les paroles sont à l'image de ce que souhaite la chanteuse dans le titre de l'album, et abordent pour la plupart les relations humaines sur le thème de l'amour, la persévérance et la résilience.
Radical Optimism est plutôt bien accueilli par la critique musicale et les auditeurs, bien que son succès ne soit pas équivalent à celui de Future Nostalgia, acclamé à sa sortie. Les influences de Kevin Parker, la technicité vocale de Dua Lipa, les harmonies et la production sont salués par certaines critiques, tandis que d'autres reprochent le manque de prise de risque de l'artiste. L'album se vend néanmoins très bien et se positionne en première place des classements de vente au Royaume-Uni, en France, aux Pays-Bas, ou encore en Espagne. Dua Lipa entame par la suite une tournée internationale, intitulée Radical Optimism Tour, dès le mois de juin 2024, effectuant notamment une prestation au Glastonbury Festival devant 100 000 personnes.

## Historique

### Contexte

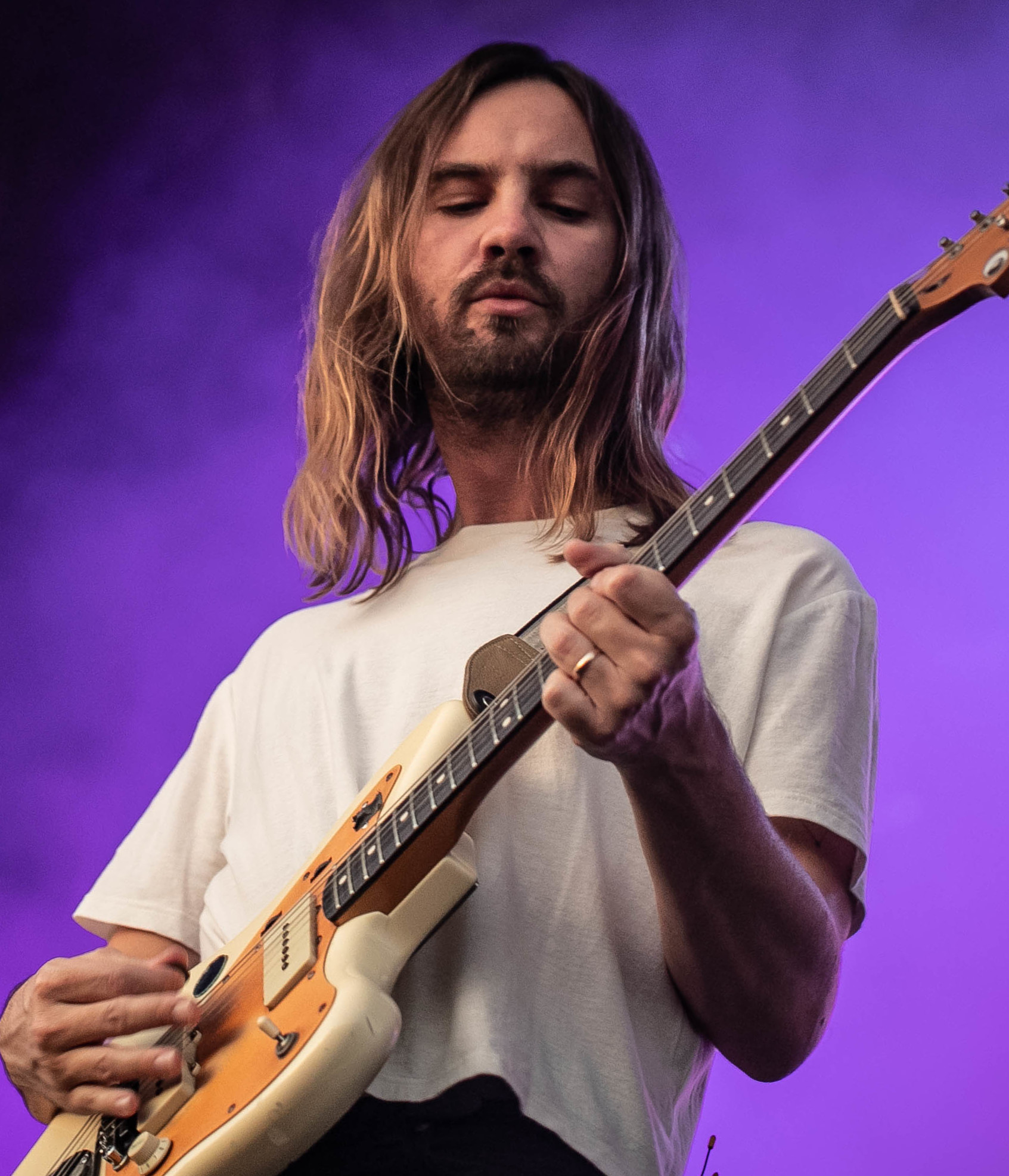
Dua Lipa s'associe avec le musicien Kevin Parker, qui aide à la composition de Radical Optimism.

En 2020, Dua Lipa publie son deuxième album studio Future Nostalgia, acclamé par la critique musicale et le public. Sorti pendant la pandémie de Covid-19, il remporte notamment le trophée du meilleur album vocal pop lors de la 63e cérémonie des Grammy Awards. Cette performance confirme Dua Lipa en tant que star internationale dans une ère musicale aux influences dance-pop et disco. La chanteuse travaille parallèlement sur l'écriture de chansons pour son nouvel album avant même le début de la tournée mondiale qui suit la sortie de l'album Future Nostalgia. Durant cette période, Lipa fait part de ses doutes quant à la tenue de cette tournée, en raison de la pandémie. Elle déclare : « Je me suis dit : autant retourner en studio et commencer à travailler sur un nouveau projet. Et moi, il faut que j’écrive beaucoup jusqu’à ce que j’aie mon idée. ». Elle profite également de cette période de transition pour changer de manageur, et choisit son propre père, Dukagjin Lipa, pour gérer ses affaires. Elle rachète les droits de son catalogue musical à son ex-société de management, souhaitant en garder le contrôle et rester décisionnaire en toute circonstance. La chanteuse souhaite ainsi donner un tournant à sa carrière musicale et se concentrer sur la production de son nouvel album. « Je ne suis définitivement plus la même personne que lorsque j'ai écris mon premier album... J'ai des pensées, souhaits, besoins et perspectives différents. » affirme t-elle.
En août 2023, Dua Lipa confirme que son nouvel album est prévu pour 2024 et précise qu'il s'agit d'un disque pop, mais aux sonorités différentes de Future Nostalgia. En effet, la chanteuse ne souhaite pas décontenancer ses fans avec un son radicalement différent, mais veut élargir ses influences musicales, notamment par la musique psychédélique des années 1970. Deux mois plus tard, elle révèle son nouveau look sur les réseaux sociaux, avec une couleur de cheveux rouges, accompagné d'un post « Je vous ai manqué ? », présageant l'annonce de la sortie imminente d'un single. Le 9 novembre 2023, Dua Lipa publie en effet la chanson Houdini, marquant le début d'une nouvelle étape de sa carrière musicale et la promotion de son nouvel album.

### Écriture et enregistrement
Dua Lipa songe à travailler depuis plusieurs années avec Kevin Parker, membre du groupe Tame Impala. Alors qu'elle écrit son premier album Dua Lipa, sorti en 2017, la chanteuse imagine déjà collaborer avec le musicien sur son futur troisième album. « J'écrivais des notes sur ce que mon troisième album devait être. C'est fou d'y penser mais je me souviens en avoir parlé à mon ami Joe Kentish qui m'a dit : « Retiens tes chevaux et allons-y pas à pas ». » En juillet 2022, Dua Lipa rencontre finalement Kevin Parker, qu'elle réunit à Londres avec la chanteuse Caroline Ailin, l'auteur Danny L Harle et le compositeur Tobias Jesso Jr.,. Elle écrit un total quatre-vingt dix sept chansons, manuscrites aux studios 5dB de Londres pour la plupart. Le groupe fait preuve d'une bonne cohésion et se montre particulièrement productif : en une semaine, trois chansons sont déjà sélectionnées et terminées. Illusion est ainsi le premier morceau composé par le groupe, suivi par Happy for You et Whatcha Doing. L'équipe travaille sur les dizaines de chansons écrites par Lipa, conservées dans un cahier, et en sélectionne huit autres. « Je ne jette pas vraiment de chansons, c'est juste que pour certaines, je les voyais revenir, je retravaillais dessus, et ce sont elles qui s'imposent. » déclare t-elle. Certains titres sont également travaillés à Los Angeles, au sein du studio personnel de Kevin Parker. C'est notamment le cas pour le premier single Houdini. Dua Lipa renouvelle brièvement sa collaboration avec Julia Michaels avec qui elle a co-écrit le titre Pretty Please en 2020. Les deux femmes travaillent ensemble sur le titre Anything for Love, avec l'aide du producteur Ian Kirkpatrick.
L’instrumentation de l'album est plus riche que sur l'album Future Nostalgia, avec l'utilisation accrue de guitare, de basse, de synthétiseurs et de batterie, tandis que Dua Lipa perfectionne ses techniques de chant pour pousser sa voix au delà de ses limites,. La chanteuse est relativement heureuse des expériences vécues durant les répétitions et enregistrements. « Pour moi, le côté psychédélique de cet album tient surtout au fait qu’en studio et pendant les sessions d’enregistrement, nous étions en roue libre, on faisait de la musique, on expérimentait, on s’amusait, on allait là où la musique nous guidait, le tout sans formules préétablies. » déclare t-elle. Kevin Parker partage également ce ressentiment et souligne la bonne ambiance qui a régné durant les sessions d'enregistrement. « Je me souviens avoir pensé que c’était un coup de génie de réunir cette combinaison de personnes. » insiste t-il. Le musicien est particulièrement satisfait de sa collaboration avec Dua Lipa, qu'il ressent comme une artiste énergique qui ne cherche pas dominer les autres dans le processus créatif de ses chansons. Caroline Ailin considère quant à elle Dua Lipa comme « une grande sœur ». Elle ajoute : « À ses côtés, on peut exprimer ses sentiments, mais on se sent aussi libre et puissante. ».

## Caractéristiques artistiques

### Musique et paroles
Radical Optimism se caractérise par une diminution des influences disco, omniprésentes sur Future Nostalgia, et se tourne davantage vers la musique psychédélique, associée à la dance-pop. Dua Lipa est notamment influencée par le musicien Kevin Parker, qui contribue à la composition de l'album. Lipa est également inspirée par la britpop des années 1990, avec des groupes comme Primal Scream, Massive Attack, Oasis et Blur,,. La chanteuse déclare à propos de la composition : « c'est toujours un disque pop, mais plus psychédélique, avec davantage d'influences alternatives qui montrent son autre face. Il est plus expérimental. »

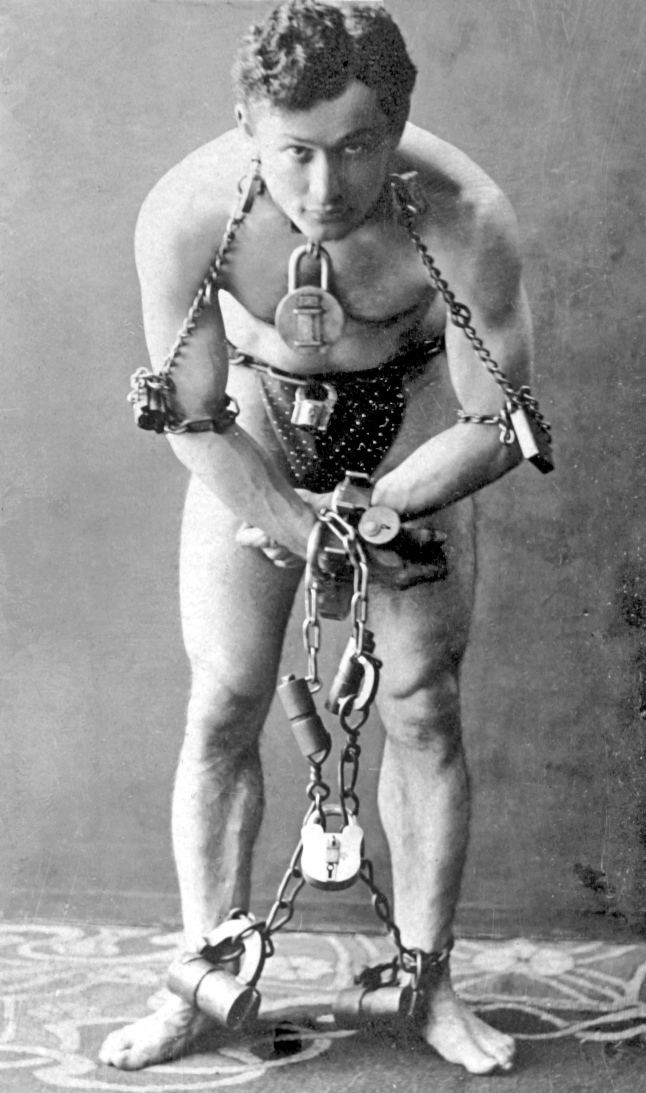
Dua Lipa s'inspire de l'illusionniste Harry Houdini pour écrire la chanson du même nom.

L'album s'ouvre sur End of an Era, une chanson pop dont le titre évoque le changement artistique et l'optimisme souhaités par Dua Lipa. La chanson comprend une partie de guitare acoustique et les paroles évoquent la naissance d'une histoire d'amour,. Houdini est le premier single issu de l'album. L’instrumentation de Kevin Parker est riche ; l'introduction est ponctuée par des notes linéaires de synthétiseur, une ligne de basse entraînante et un solo de batterie, tandis qu’un bruitage de rire diabolique parsème l’instrumentation tout au long de l’outro, partageant ainsi des sonorités étroites avec la chanson Thriller de Michael Jackson,. La présence de nombreux synthétiseurs, notamment lors du pont, rappellent également les influences d'ABBA et de Stevie Wonder dans la composition. Les paroles s'articulent autour d’une métaphore au magicien Harry Houdini et ses tours de prestidigitation. Dua Lipa laisse entendre à un homme qu'elle est prête à disparaître s'il ne lui prête pas attention. À ce propos, la chanteuse raconte : « Les paroles sont un peu insolentes, mais il y a un vrai message sous-jacent de compréhension de soi et de déculpabilisation par rapport à notre propre estime. Parfois, il suffit de faire comme Houdini et de laisser une situation insoluble derrière soi ».

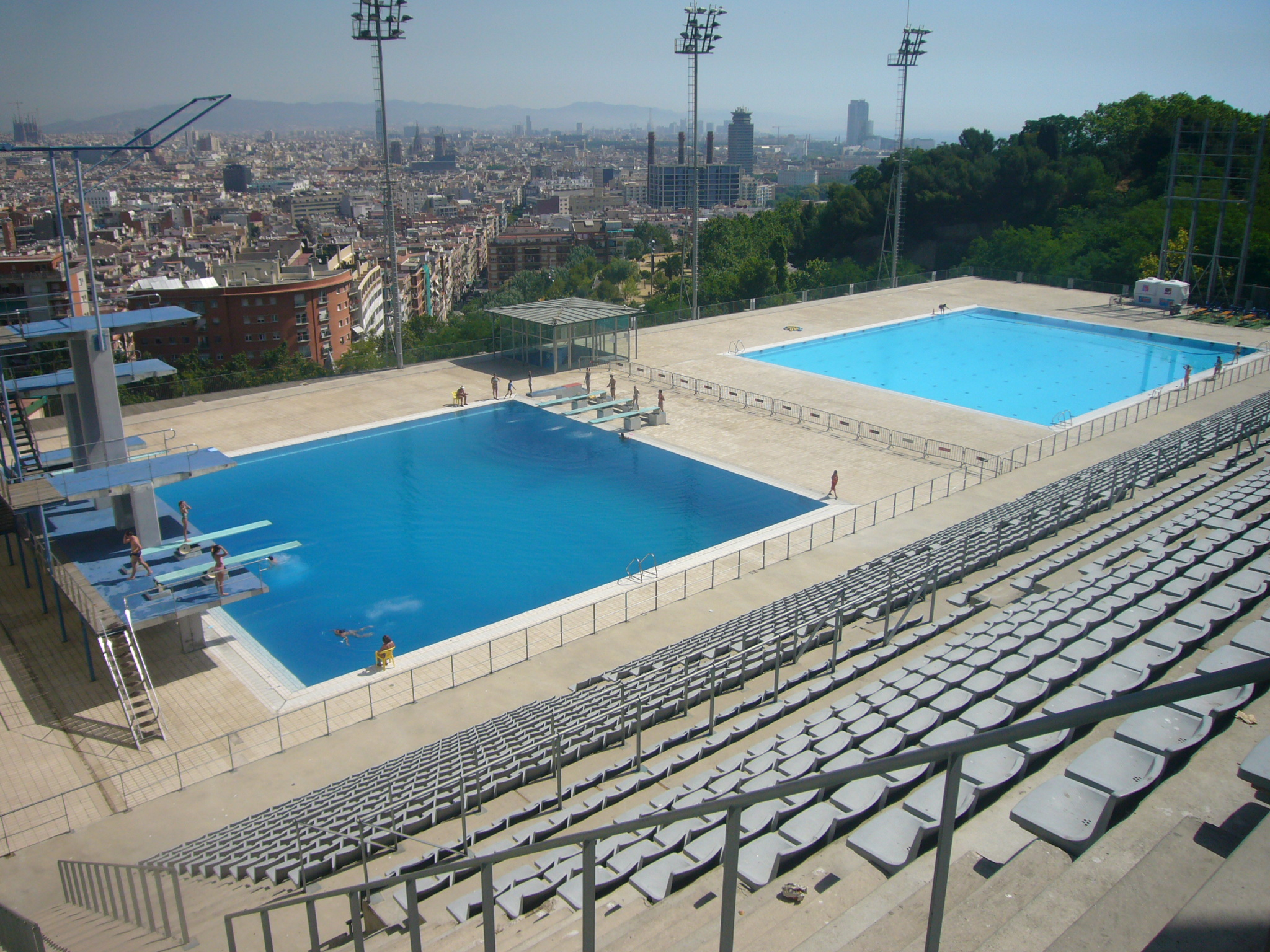
La piscine municipale de Montjuïc est utilisée comme lieu de tournage du clip de la chanson Illusion.

Training Season est une des chansons ayant conservée des influences disco, dans la lignée de la plupart des titres de Future Nostalgia. Dua Lipa écrit le morceau après une série de relations amoureuses décevantes. Alors qu'elle se rend en studio un matin, sa partenaire Caroline Ailin lui demande comment elle se sent et Dua Lipa répond instinctivement : « Training Season is over ». La chanson aborde les mauvaises expériences de la chanteuse tout en montrant sa confiance et sa détermination pour ses futures relations. Elle explique : « Je ne me suis jamais sentie aussi confiante, aussi claire et aussi puissante. Et même si la saison d’entraînement n’est jamais terminée pour aucun d’entre nous, vous commencez à voir la beauté de trouver la personne avec qui vivre cette expérience. On cesse de chercher des stagiaires et on s’intéresse davantage à la possibilité d’avoir quelqu’un là où l’on est et avec qui grandir. ». These Walls change de registre et mêle des influences dance-pop à des éléments de soft rock et d'indie pop,. Dua Lipa met l'accent sur une chanson au groove plus prononcé par rapport aux titres précédents, au son « hypnotique ». Elle a l'idée d'écrire la chanson après avoir pensé à l'énergie dégagée par deux personnes se disputant dans une pièce. « Les pièces capturent les choses et s'y accrochent. Je pense que cette chanson est un très bon exemple pour aborder l'inévitable, c'est cette conversation que personne ne veut vraiment avoir, mais il faut le faire. », déclare t-elle. Le chanteur Pierre de Maere retravaille les vers du refrain quelques mois plus tard, qu'il réécrit en français. Dua Lipa avoue avoir été « immédiatement attirée par son style très français qui se prêtait merveilleusement bien à la chanson », et leur collaboration donne lieu à un duo. These Walls est par ailleurs la seule chanson de l'album concerné par le Parental advisory. À l'instar de Training Season, Whatcha Doing conserve des influences disco pop, mais les associe à des éléments de funk, avec une ligne de basse mise en avant,. La chanteuse y aborde plusieurs interrogations sur ses émotions.
French Exit est enregistré dans un registre pop simple et comporte un duo guitare classique et batterie,. La chanson aborde le thème de la séparation et le fait de « filer à l'anglaise » dans le cadre d'une rupture. Dua Lipa chante quelques mots en français à la fin du titre, qui fait particulièrement réagir les fans francophones ; la chanteuse ayant en été en couple quelques mois avec le réalisateur Romain Gavras jusqu'en décembre 2023,. Dua Lipa déclare à ce propos que la signification de la chanson « est complètement différente que ce que tout le monde a pu entendre ». Sur Illusion, la chanteuse souhaite particulièrement mettre en avant les influences dance-pop et de musique psychédélique, dans un clip tourné au sein de la piscine municipale de Montjuïc, près de Barcelone, et inspiré de la chanson Slow de Kylie Minogue,,. À l'instar de Training Season, Dua Lipa souhaite véhiculer un sentiment de liberté et d'émancipation : « C’est le plaisir de prendre quelqu’un à son propre jeu parce qu’en fin de compte, vous ne vous ferez pas d’illusion », déclare t-elle,. Dans un style plus dramatique, Falling Forever se caractérise par des envolées lyriques de la chanteuse, accompagnées par un rythme de batterie « galopant »,. La chanson Anything for Love est née la collaboration entre la chanteuse et Julia Michaels. Il s'agit d'une courte ballade débutant par une partie de piano jouée par l'assistant ingénieur du son Jan Brzezinski,,. Maria exprime, à travers une mélodie pop aux influences flamenco, une forme de gratitude envers une ex-compagne de son partenaire, afin de la remercier d'être l'homme qui l'est aujourd'hui,. L'album se termine par la chanson pop psychédélique Happy for You, qui aborde avec maturité et une forme de vulnérabilité le thème de la résilience après une rupture. Dua Lipa fait part de son apaisement et de sa joie par rapport à un ex-compagnon heureux avec sa nouvelle partenaire,. Kevin Parker et Danny L Harle incorporent des éléments de musique psychédélique avec de nombreux synthétiseurs, ainsi que des chants d'oiseaux qui viennent conclure la chanson et l'album.

### Pochette et titre
La pochette de Radical Optimism est révélée en mars 2024 et montre la chanteuse vêtue d'une robe, en position statique en mer en arrière plan, avec en premier plan l'aileron d'un grand requin blanc qui nage à la surface. La pochette est l’œuvre de du photographe britannique Tyrone Lebon. Selon Dua Lipa, la position du requin serait totalement fortuite, ce dernier étant apparu alors que l'équipe était en train de tourner une vidéo. La chanteuse cherche alors à illustrer le concept de « l'optimisme radical et l’idée de traverser le chaos avec grâce et d’avoir l’impression de pouvoir surmonter n’importe quelle tempête. ». Ce chaos est symbolisé par le grand requin blanc, qui nage non loin d'elle, alors qu'elle avance dans l'eau avec sérénité. Dua Lipa souhaite ainsi transmettre la conviction que l'optimisme est important malgré les nombreux défis de l'Humanité, notamment sociétaux et environnementaux.
Elle précise que l'idée du titre Radical Optimism provient d'un ami et ajoute : « C’est un concept qui a résonné en moi, et je suis devenue plus curieuse en commençant à jouer avec lui et à l’intégrer dans ma vie. En même temps, je me suis retrouvée à regarder l’histoire musicale du psychédélisme, du trip-hop et de la britpop. J’ai toujours eu l’impression d’être optimiste et confiante, et c’est ce sentiment d’honnêteté et d’attitude que j’ai pris dans mes sessions d’enregistrement. ».

## Parution et réception

### Promotion et sortie

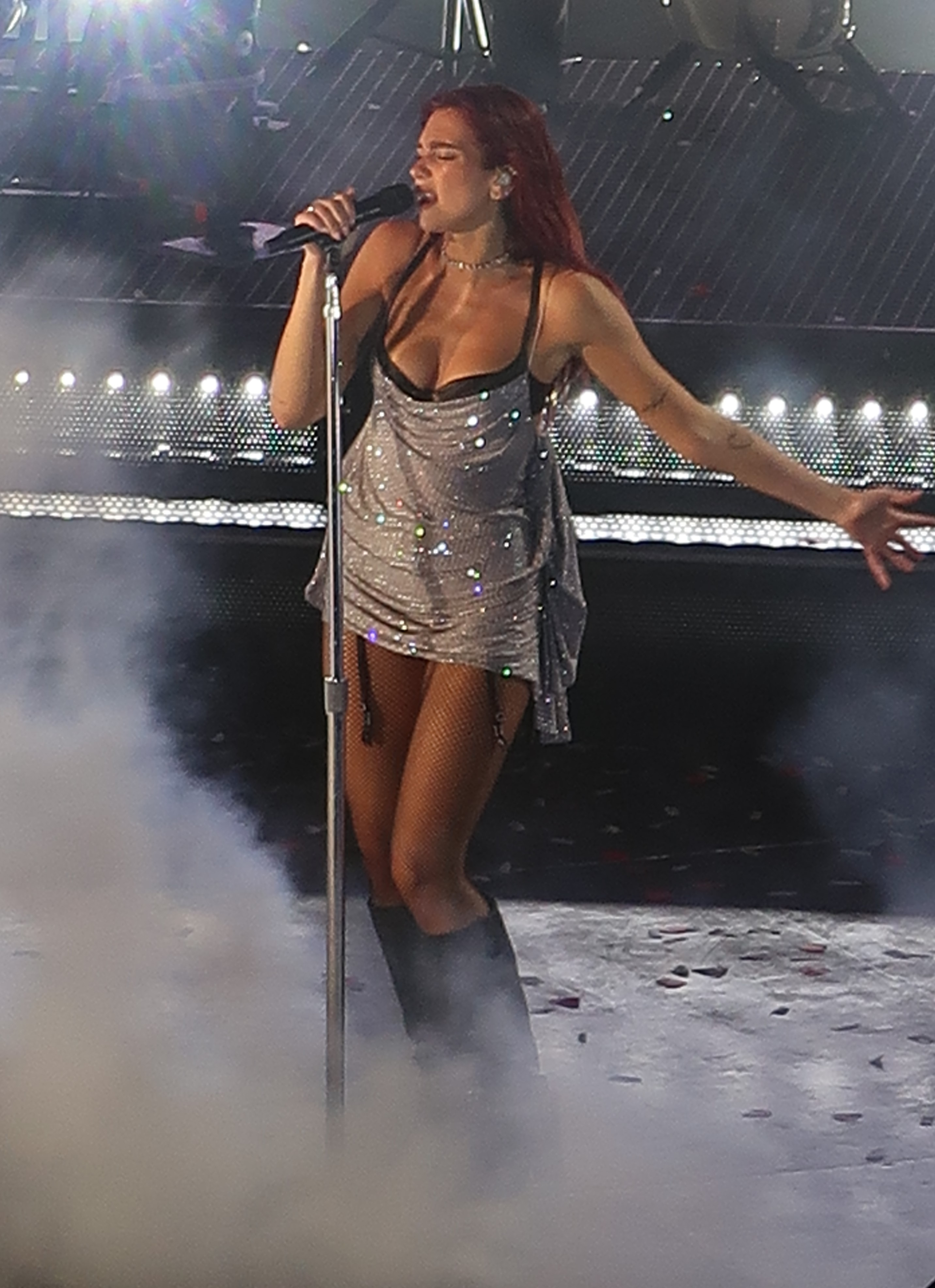
Dua Lipa interprétant Happy for You aux Arènes de Nîmes, le 12 juin 2024.

Afin de promouvoir la sortie de l'album, Dua Lipa effectue plusieurs prestations en live lors d'événements culturels majeurs. À la suite de nombreuses critiques à son égard concernant son niveau en danse, la chanteuse travaille durant de longs mois et améliore sa technique. Elle se produit notamment lors de l'ouverture de la 66e cérémonie des Grammy Awards le 4 février 2024 et y interprète un pot-pourri de ses deux premiers singles Houdini et Training Season, qui est dévoilé pour la première fois sur scène. La chanteuse complète sa prestation par une partie de la chanson Dance the Night, qui fait partie de la bande originale du film Barbie, sorti en 2023. Training Season est publié le 15 février 2024 en tant que deuxième single de l'album et la chanson est accompagnée d'un clip réalisé par Vincent Haycock. Le mois suivant, Dua Lipa se produit sur la scène des Brit Awards 2024 et y interprète une nouvelle fois son dernier single. Sa prestation est particulièrement remarquée, alors qu'elle est hissée au dessus du vide par ses danseurs lors de la chorégraphie. La chanteuse remporte parallèlement le trophée de la meilleure artiste pop durant la soirée,.
Quelques jours après cette performance, Dua Lipa officialise la date de sortie de l'album pour le 3 mai 2024 et en dévoile le titre, Radical Optimism, et la pochette. Le 11 avril 2024, Dua Lipa publie le troisième single issu de l'album, intitulé Illusion. Radical Optimism sort en édition standard le 3 mai 2024 en disque microsillon, cassette, disque compact, streaming et téléchargement. Quelques jours plus tard, l'album est publié en version spéciale « D2C », qui comprend une pochette différente, les onze chansons d'origine ainsi les titres Houdini et Training Season enregistrés en live lors des London Sessions. Enfin, Radical Optimism paraît en « Extended Versions » le 28 juin 2024 et propose les onze titres en version longue, portant le temps d'écoute de l'album à plus de cinquante-sept minutes au lieu de trente-six. Ainsi, certaines chansons sont rallongées de plus de deux minutes, comme These Walls et Falling Forever, tandis que Houdini est prolongée de presque deux minutes et cinquante secondes.

### Radical Optimism Tour
Dua Lipa débute une tournée internationale de concerts intitulée Radical Optimism Tour Summer au mois de juin 2024,. La chanteuse se produit tout d'abord à Berlin, en Allemagne et à Pula en Croatie avant d'effectuer deux concerts d'affilée dans le cadre du festival des Arènes de Nîmes les 12 et 13 juin 2024. Dua Lipa réalise également un de ses rêves d'enfance en devenant l'une des têtes d'affiche de la scène principale du Festival de Glastonbury. La chanteuse, qui s'est déjà produite à Glastonbury en 2017 sur une scène secondaire, effectue sa prestation devant près de 100 000 spectateurs, en compagnie de Kevin Parker. Elle choisit de performer le vendredi soir afin de faire la fête le reste du week-end en tant que spectatrice du festival. « Je l'ai souhaité. J'en ai rêvé. J'ai travaillé très dur pour ça... et c'est tellement bon ! » déclare t-elle.
Le 17 octobre 2024, la chanteuse se produit au Royal Albert Hall de Londres, accompagnée par le Heritage Orchestra, qui comprend cinquante-trois membres, ainsi que quatorze choristes et sept autres musiciens. Pour la première fois, elle interprète les onze titres de son album dans un registre de musique classique, où sa voix est particulièrement mise en avant. Le chanteur Elton John, qui a terminé sa dernière tournée un an auparavant, fait une apparition en fin de soirée et interprète Cold Heart avec Dua Lipa, deux ans après leur dernier duo à Los Angeles. Le concert est diffusé à la télévision le 8 décembre 2024 sur la chaîne britannique ITV1, sous le titre An Evening with Dua Lipa. De plus, l'enregistrement est utilisé pour la réalisation du tout premier album live de la chanteuse ; une expérience que Dua Lipa décrit comme « passionnante et enrichissante ». Elle termine l'année par une série de concerts en Asie dans le cadre de sa tournée, dont une représentation à Jakarta est annulée pour des raisons de sécurité, liées à la mise en scène du spectacle.
A partir de mars 2025, le Radical Optimism Tour se poursuit en Océanie, en Europe et en Amérique du Nord, avec trois dates initialement annoncées en France, à la LDLC Arena de Décines-Charpieu les 15 et 16 mai 2025, et à la Paris La Défense Arena de Nanterre le 23 mai 2025. Une date supplémentaire est ajoutée à la Paris La Défense Arena le 24 mai 2025. Lors de ces concerts, tous affichés complets, Dua Lipa interprète à chaque date une chanson française : Dernière Danse d'Indila le 15 mai, Get Lucky des Daft Punk le 16 mai, Moi… Lolita d'Alizée le 23 mai, et Be My Baby de Vanessa Paradis le 24 mai.

### Réception critique et commerciale
Radical Optimism est plutôt bien accueilli par la critique musicale et le public. L'album obtient la note de 73 sur 100 sur le site Metacritic. Parmi les commentaires les plus positifs, The Independent attribue la note maximale de cinq étoiles et sa journaliste Helen Brown déclare que « l'album est destiné à transporter les corps sur le dance floor ». Neil McCormick du Daily Thelegraph donne la note de quatre étoiles sur cinq et pense que « Dua Lipa s'approche d'une musique pop parfaite ».

## Classements et certifications

### Classements hebdomadaires
| Classement (2024)                  | Meilleure position |
| ---------------------------------- | ------------------ |
| Allemagne (Media Control AG)       | 3                  |
| Australie (ARIA)                   | 2                  |
| Autriche (Ö3 Austria Top 40)       | 1                  |
| Belgique (Flandre Ultratop)        | 2                  |
| Belgique (Wallonie Ultratop)       | 1                  |
| Canada (Canadian Albums Chart)     | 3                  |
| Danemark (Tracklisten)             | 6                  |
| Écosse (OCC)                       | 1                  |
| Espagne (Promusicae)               | 1                  |
| États-Unis (Billboard 200)         | 2                  |
| Finlande (Suomen virallinen lista) | 3                  |
| France (SNEP)                      | 1                  |
| Irlande (Irish Albums Chart)       | 2                  |
| Italie (FIMI)                      | 2                  |
| Japon (Oricon)                     | 17                 |
| Norvège (VG-lista)                 | 3                  |
| Nouvelle-Zélande (RIANZ)           | 2                  |
| Pays-Bas (Mega Album Top 100)      | 1                  |
| Portugal (AFP)                     | 1                  |
| Royaume-Uni (UK Albums Chart)      | 1                  |
| Suède (Sverigetopplistan)          | 4                  |
| Suisse (Schweizer Hitparade)       | 2                  |
| Suisse (Romandie)                  | 1                  |

### Certifications
| Pays          | Certification | Ventes/Équivalence |
| ------------- | ------------- | ------------------ |
| France (SNEP) | Platine       | 100 000            |

## Fiche technique

### Liste des chansons
| Radical Optimism - Édition standard | Radical Optimism - Édition standard | Radical Optimism - Édition standard | Radical Optimism - Édition standard | Radical Optimism - Édition standard | Radical Optimism - Édition standard | Radical Optimism - Édition standard | Radical Optimism - Édition standard | Radical Optimism - Édition standard | Radical Optimism - Édition standard |
| No                                  | Titre                               | Auteur | Durée                               |                                     |                                     |                                     |                                     |                                     |                                     |
| ----------------------------------- | ----------------------------------- | --- | ----------------------------------- | ----------------------------------- | ----------------------------------- | ----------------------------------- | ----------------------------------- | ----------------------------------- | ----------------------------------- |
| 1.                                  | End of an Era                       | Dua Lipa • Kevin Parker • Danny L Harle • Caroline Ailin • Tobias Jesso Jr. | 3:16                                |                                     |                                     |                                     |                                     |                                     |                                     |
| 2.                                  | Houdini                             | Dua Lipa • Kevin Parker • Danny L Harle • Caroline Ailin • Tobias Jesso Jr. | 3:06                                |                                     |                                     |                                     |                                     |                                     |                                     |
| 3.                                  | Training Season                     | Dua Lipa • Kevin Parker • Danny L Harle • Caroline Ailin • Tobias Jesso Jr. • Nick Gale • Martina Sorbara • Shaun Frank • Yaakov Gruzman • Steve Francis • Richard Mastroianni | 3:29                                |                                     |                                     |                                     |                                     |                                     |                                     |
| 4.                                  | These Walls                         | Dua Lipa • Danny L Harle • Caroline Ailin • Andrew Wyatt • Billy Walsh | 3:38                                |                                     |                                     |                                     |                                     |                                     |                                     |
| 5.                                  | Whatcha Doing                       | Dua Lipa • Kevin Parker • Danny L Harle • Caroline Ailin • Ali Tamposi | 3:18                                |                                     |                                     |                                     |                                     |                                     |                                     |
| 6.                                  | French Exit                         | Dua Lipa • Kevin Parker • Danny L Harle • Caroline Ailin • Tobias Jesso Jr. | 3:21                                |                                     |                                     |                                     |                                     |                                     |                                     |
| 7.                                  | Illusion                            | Dua Lipa • Kevin Parker • Danny L Harle • Caroline Ailin • Tobias Jesso Jr. | 3:08                                |                                     |                                     |                                     |                                     |                                     |                                     |
| 8.                                  | Falling Forever                     | Dua Lipa • Danny L Harle • Caroline Ailin • Ian Kirkpatrick • Emily Warren • Ali Tamposi                                                                                       | 3:43                                |                                     |                                     |                                     |                                     |                                     |                                     |
| 9.                                  | Anything for Love                   | Dua Lipa • Danny L Harle • Caroline Ailin • Ian Kirkpatrick • Tobias Jesso Jr. • Julia Michaels                                                                                | 2:22                                |                                     |                                     |                                     |                                     |                                     |                                     |
| 10.                                 | Maria                               | Dua Lipa • Danny L Harle • Caroline Ailin • Andrew Wyatt • Julia Michaels | 3:08                                |                                     |                                     |                                     |                                     |                                     |                                     |
| 11.                                 | Happy for You                       | Dua Lipa • Kevin Parker • Danny L Harle • Caroline Ailin • Tobias Jesso Jr. | 4:06                                |                                     |                                     |                                     |                                     |                                     |                                     |
| 36:35                               |                                     | |                                     |                                     |                                     |                                     |                                     |                                     |                                     |

### Musiciens et équipe de production
Chanteurs et musiciens
- Dua Lipa – chant, chœurs
- Caroline Ailin – chœurs
- Kevin Parker – basse, guitare, claviers, percussions, batterie, chœurs
- Danny L Harle – synthétiseur, basse, percussions, guitare, piano, boîte à rythme
- Tobias Jesso Jr. – chœurs
- Andrew Wyatt – guitare, piano, chœurs
- Cameron Gower Poole – mbira, tambourin
- Jan Brzezinski – piano
- Ali Tamposi – chœurs
- Ian Kirkpatrick – guitare, batterie
- Adam James – guitare

Personnel technique
- Cameron Gower Poole – Ingénieur du son
- Danny L Harle – Arrangement
- Josh Gudwin – Mixage audio
- Chris Gehringer – Mastering
- Will Quinnell – Assistant mastering
- Daniela Sicilia – Assistant ingénieur du son
- Josh Kay – Assistant ingénieur du son
- Jan Brzezinski – Assistant ingénieur du son
- Patrick Gardner – Assistant ingénieur du son